# Batracharta
Batracharta is een geslacht van vlinders van de familie spinneruilen (Erebidae), uit de onderfamilie Calpinae.

## Soorten
- B. albistrigosata Warren, 1915
- B. cossoides Walker, 1864
- B. chariessa Prout, 1928
- B. chinensis Hampson, 1926
- B. divisa Wileman, 1914
- B. irrorata Hampson, 1894
- B. lempkei Kobes, 1983
- B. nigritogata Prout, 1921
- B. obliqua Walker, 1862
- B. variegata Hampson, 1891
- B. walkeri Bethune-Baker, 1910